# 2019-es Formula–2 bahreini nagydíj
A 2019-es FIA Formula–2 bahreini nagydíj egy két futamból álló versenyhétvége volt, amelyet március 30-31. között rendeztek meg a Bahrain International Circuit versenypályán Szahírban. Ez volt az első fordulója a 2019-es FIA Formula–2 szezonnak. A versenyeket a Formula–1 bahreini nagydíj betétfutamaiként tartották meg. A főversenyt a kanadai Nicholas Latifi, míg a sprintversenyt az olasz Luca Ghiotto nyerte meg.

## Eredmények

### Kvalifikáció
| Poz.    | #  | Versenyző            | Csapat                        | Idő      | Különbség | Rajthely |
| ------- | -- | -------------------- | ----------------------------- | -------- | --------- | -------- |
| 1       | 8  | Luca Ghiotto         | UNI-Virtuosi                  | 1:40.504 | –         | 1        |
| 2       | 1  | Louis Delétraz       | Carlin                        | 1:40.871 | +0.367    | 2        |
| 3       | 4  | Nyck de Vries        | ART Grand Prix                | 1:40.889 | +0.385    | 3        |
| 4       | 6  | Nicholas Latifi      | DAMS                          | 1:40.964 | +0.460    | 4        |
| 5       | 15 | Jack Aitken          | Campos Racing                 | 1:41.115 | +0.611    | 5        |
| 6       | 2  | Macusita Nobuharu    | Carlin                        | 1:41.137 | +0.633    | 6        |
| 7       | 10 | Sean Gelael          | Prema Racing                  | 1:41.254 | +0.750    | 7        |
| 8       | 5  | Sérgio Sette Câmara  | DAMS                          | 1:41.310 | +0.806    | 8        |
| 9       | 21 | Ralph Boschung       | Trident                       | 1:41.505 | +1.001    | 9        |
| 10      | 9  | Mick Schumacher      | Prema Racing                  | 1:41.583 | +1.079    | 10       |
| 11      | 19 | Anthoine Hubert      | BWT Arden                     | 1:41.596 | +1.092    | 11       |
| 12      | 12 | Juan Manuel Correa   | Sauber Junior Team by Charouz | 1:41.722 | +1.218    | 12       |
| 13      | 3  | Nyikita Mazepin      | ART Grand Prix                | 1:41.848 | +1.344    | 13       |
| 14      | 16 | Jordan King          | MP Motorsport                 | 1:41.857 | +1.353    | 14       |
| 15      | 20 | Giuliano Alesi       | Trident                       | 1:41.864 | +1.360    | 15       |
| 16      | 14 | Dorian Boccolacci    | Campos Racing                 | 1:41.918 | +1.414    | 16       |
| 17      | 7  | Csou Kuan-jü         | UNI-Virtuosi                  | 1:42.123 | +1.619    | 17       |
| 18      | 11 | Callum Ilott         | Sauber Junior Team by Charouz | 1:42.280 | +1.776    | 18       |
| 19      | 18 | Tatiana Calderón     | BWT Arden                     | 1:42.810 | +2.306    | 19       |
| 20      | 17 | Mahaveer Raghunathan | MP Motorsport                 | 1:43.343 | +2.839    | 20       |
| Forrás: |    |                      |                               |          |           |          |

### Főverseny
| Poz.                                                              | #  | Versenyző            | Csapat                        | Körök | Idő/Kiesés | Rajthely | Pont |
| ----------------------------------------------------------------- | -- | -------------------- | ----------------------------- | ----- | ---------- | -------- | ---- |
| 1                                                                 | 6  | Nicholas Latifi      | DAMS                          | 32    | 59:19.517  | 4        | 25   |
| 2                                                                 | 8  | Luca Ghiotto         | UNI-Virtuosi                  | 32    | +8.744     | 1        | 18+4 |
| 3                                                                 | 5  | Sérgio Sette Câmara  | DAMS                          | 32    | +14.826    | 8        | 15   |
| 4                                                                 | 19 | Anthoine Hubert      | BWT Arden                     | 32    | +17.273    | 11       | 12   |
| 5                                                                 | 1  | Louis Delétraz       | Carlin                        | 32    | +26.686    | 2        | 10   |
| 6                                                                 | 4  | Nyck de Vries        | ART Grand Prix                | 32    | +28.497    | 3        | 8    |
| 7                                                                 | 15 | Jack Aitken          | Campos Racing                 | 32    | +31.545    | 5        | 6    |
| 8                                                                 | 9  | Mick Schumacher      | Prema Racing                  | 32    | +34.708    | 10       | 4    |
| 9                                                                 | 2  | Macusita Nobuharu    | Carlin                        | 32    | +37.395    | 6        | 2    |
| 10                                                                | 7  | Csou Kuan-jü         | UNI-Virtuosi                  | 32    | +41.131    | 17       | 1+2  |
| 11                                                                | 21 | Ralph Boschung       | Trident                       | 32    | +42.092    | 9        |      |
| 12                                                                | 20 | Giuliano Alesi       | Trident                       | 32    | +47.711    | 15       |      |
| 13                                                                | 18 | Tatiana Calderón     | BWT Arden                     | 32    | +55.775    | 19       |      |
| 14                                                                | 11 | Callum Ilott         | Sauber Junior Team by Charouz | 32    | +56.293    | 18       |      |
| 15                                                                | 14 | Dorian Boccolacci    | Campos Racing                 | 32    | +1:14.247  | 16       |      |
| 16                                                                | 12 | Juan Manuel Correa   | Sauber Junior Team by Charouz | 32    | +1:24.988  | 12       |      |
| 17                                                                | 16 | Jordan King          | MP Motorsport                 | 32    | +1:26.511  | 14       |      |
| 18                                                                | 17 | Mahaveer Raghunathan | MP Motorsport                 | 32    | +1:33.150  | 20       |      |
| 19                                                                | 3  | Nyikita Mazepin      | ART Grand Prix                | 32    | +1:37.568  | 13       |      |
| ki                                                                | 10 | Sean Gelael          | Prema Racing                  | 4     | kicsúszás  | 7        |      |
| Leggyorsabb kör: Csou Kuan-jü (UNI-Virtuosi) — 1:47.645 (18. kör) |    |                      |                               |       |            |          |      |
| Forrás:                                                           |    |                      |                               |       |            |          |      |

### Sprintverseny
| Poz.                                                                 | #  | Versenyző            | Csapat                        | Körök | Idő/Kiesés | Rajthely | Pont |
| -------------------------------------------------------------------- | -- | -------------------- | ----------------------------- | ----- | ---------- | -------- | ---- |
| 1                                                                    | 8  | Luca Ghiotto         | UNI-Virtuosi                  | 23    | 42:36.192  | 7        | 15   |
| 2                                                                    | 5  | Sérgio Sette Câmara  | DAMS                          | 23    | +5.474     | 6        | 12   |
| 3                                                                    | 6  | Nicholas Latifi      | DAMS                          | 23    | +6.867     | 8        | 10   |
| 4                                                                    | 7  | Csou Kuan-jü         | UNI-Virtuosi                  | 23    | +18.240    | 10       | 8    |
| 5                                                                    | 1  | Louis Delétraz       | Carlin                        | 23    | +21.939    | 4        | 6    |
| 6                                                                    | 9  | Mick Schumacher      | Prema Racing                  | 23    | +24.679    | 1        | 4    |
| 7                                                                    | 4  | Nyck de Vries        | ART Grand Prix                | 23    | +25.154    | 3        | 2+2  |
| 8                                                                    | 16 | Jordan King          | MP Motorsport                 | 23    | +25.520    | 17       | 1    |
| 9                                                                    | 19 | Anthoine Hubert      | BWT Arden                     | 23    | +30.514    | 5        |      |
| 10                                                                   | 10 | Sean Gelael          | Prema Racing                  | 23    | +30.532    | 20       |      |
| 11                                                                   | 15 | Jack Aitken          | Campos Racing                 | 23    | +32.224    | 2        |      |
| 12                                                                   | 2  | Macusita Nobuharu    | Carlin                        | 23    | +35.980    | 9        |      |
| 13                                                                   | 3  | Nyikita Mazepin      | ART Grand Prix                | 23    | +40.541    | 19       |      |
| 14                                                                   | 21 | Ralph Boschung       | Trident                       | 23    | +43.074    | 11       |      |
| 15                                                                   | 18 | Tatiana Calderón     | BWT Arden                     | 23    | +46.006    | 13       |      |
| 16                                                                   | 11 | Callum Ilott         | Sauber Junior Team by Charouz | 23    | +56.487    | 14       |      |
| 17                                                                   | 14 | Dorian Boccolacci    | Campos Racing                 | 23    | +1:00.048  | 15       |      |
| 18                                                                   | 12 | Juan Manuel Correa   | Sauber Junior Team by Charouz | 23    | +1:32.585  | 16       |      |
| 19                                                                   | 17 | Mahaveer Raghunathan | MP Motorsport                 | 22    | +1 kör     | 18       |      |
| kiz                                                                  | 20 | Giuliano Alesi       | Trident                       | 23    | kizárva[1] | 12       |      |
| Leggyorsabb kör: Nyck de Vries (ART Grand Prix) — 1:47.145 (14. kör) |    |                      |                               |       |            |          |      |
| Forrás:                                                              |    |                      |                               |       |            |          |      |

Megjegyzés:
- ↑ 1:  – Giuliano Alesi eredetileg a 18. pozícióban fejezte be a futamot, azonban utólag kizárták, mert Ralph Boschung abroncsait használta a versenyen.

## A bajnokság állása a verseny után
| H  | Versenyzők          | Pont | H  | Konstruktőrök  | Pont |
| -- | ------------------- | ---- | -- | -------------- | ---- |
| 1. | Luca Ghiotto        | 37   | 1. | DAMS           | 62   |
| 2. | Nicholas Latifi     | 35   | 2. | UNI-Virtuosi   | 48   |
| 3. | Sérgio Sette Câmara | 27   | 3. | Carlin         | 78   |
| 4. | Louis Delétraz      | 16   | 4. | BWT Arden      | 12   |
| 5. | Anthoine Hubert     | 12   | 5. | ART Grand Prix | 12   |